# Tres en ratlla quàntic

Una animació del joc en procés

El joc de tres en ratlla quàntic (Quantum Tic- tac-toe) és una "generalització quàntica" del joc de tres en ratlla clàssic que resulta de la "superposició" de jugades que tindrien lloc en aquest darrer. Va ser inventat per Allan Goff de Novatia Laboratoris, qui el va descriure com "una manera d'introduir física quàntica sense matemàtiques", i oferir "un fonament conceptual per entendre el significat de la mecànica quàntica".

## Context
La motivació per inventar el tres en ratlla quàntic va ser la d'explorar què significa trobar-se en dos llocs de manera instantània. En física clàssica, un objecte no pot trobar-se en dos llocs al mateix instant de temps. En física quàntica, però, les matemàtiques utilitzades per descriure els sistemes quàntics semblen indicar que aquests, abans de ser sotmesos a un procés de mesura quàntica (o ser "observats"), poden trobar-se en múltiples llocs en un mateix instant (com a exemple d'aquest fenomen es pot citar l'experiment de la doble escletxa.). Pot resultar força inconcebible acceptar que l'Univers sigui així, com a resultat d'una clara desconnexió entre les matemàtiques i les nostres imatges mentals sobre la realitat. És per això que la mecànica quàntica accepta múltiples "interpretacions".
Els investigadors que van inventar el tres en ratlla quàntic estudiaven sistemes quàntics abstractes, sistemes formals sobre els quals el fonament axiomàtic incloïa pocs dels axiomes de la mecànica quàntica. El joc de tres en ratlla quàntic va ser el més meticulós sistema quàntic abstracte estudiat que oferia la possibilitat a idees per noves investigacions. Com a resultat esdevingué un divertit i agradable joc, alhora que està proveït de valor pedagògic a l'aula.
Les regles de tres en ratlla quàntic tenen com a finalitat copsar tres fenòmens associats als sistemes quàntics.
superposició
l'habilitat dels objectes quàntics per poder-se trobar en dos llocs a la vegada.
entrellaçament
el fenomen on parts d'un sistema quàntic, que es troben distants a l'espai, es correlacionen de manera que aquestes correlacions no poden ser explicades ni per causa temporal ni usual.
col·lapse
el fenomen pel qual els estats quàntics d'un sistema són reduïts a estats clàssics. Els col·lapses es produeixen quan es duu a terme un procés de mesura, del qual les matemàtiques de la formulació actual de la mecànica quàntica no són capaces de donar una explicació satisfactòria. Moltes de les interpretacions de la mecànica quàntica provenen de diferents esforços per tal de tractar el problema de la mesura.

## Mecànica del joc

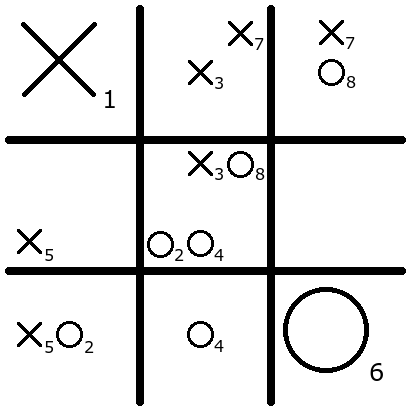
El segon jugador acaba de moure O₈. El primer jugador ara cal que esculli entre col·lapsar O₈ dins el quadrat superior dret o dins el quadrat del mig (faci el que faci O aconseguirà tres en ratlla)

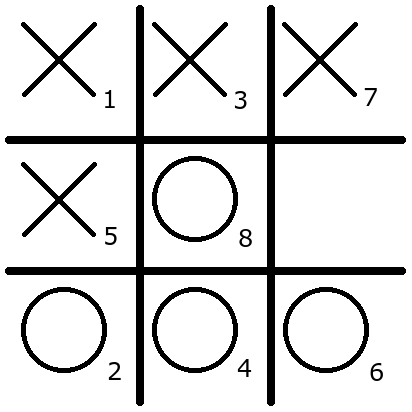
X ha escollit col·lapsar O₈ dins el quadrat del mig, el qual força a col·lapsar la resta dels entrellaçaments. Això fa que X faci el seu propi tres en ratlla, però ja que el subíndex màxim del tres en ratlla O₂O₄O₆ (el 6) és més petit que el del subíndex màxim del tres en ratlla X_{1}X₃X₇ (el 7), O aconsegueix un punt mentre que X n'aconsegueix només mig. O encara guanya.

El tres en ratlla quàntic posa de manifest els tres fenòmens quàntics abans mencionats modificant una regla bàsica de tres en ratlla clàssic: el nombre de símbols permesos a cada quadrat. Les regles addicionals especifiquen quan i com un conjunt de símbols "col·lapsen" a símbols clàssics.
A cada torn, el jugador marca dos quadrats amb el seu símbol (X o O), en comptes d'un com passa en la versió clàssica, i cada símbol (X o O) es subscriu amb el número de la jugada (començant a comptar a partir de 1) donant lloc a una parella a cada torn. Com que X sempre mou primer, els subíndexs de X són sempre senars mentre que els de O són sempre parells. Els símbols de cada parella de la jugada són anomenats símbols fantasmes.
Per exemple, la primera jugada del primer jugador podria consistir en col·locar els dos símbols "X1" en els quadrats superior esquerra i inferior dret. Els dos quadrats així marcats són anomenats entrellaçats. Durant el joc, hi pot haver fins a vuit símbols fantasmes en un sol quadrat (si el quadrat està entrellaçat amb tot els altres vuit quadrats).
El fenomen de col·lapse es manifesta quan s'especifica que un "entrellaçament cíclic" causa una "mesura". Un entrellaçament cíclic és un cicle en el graf entrellaçat; per exemple, si
- Quadrat 1 queda entrellaçat amb quadrat 4 en el primer torn, és a dir, el de la parella de símbols fantasmes X1, i
- Quadrat 4 queda entrellaçat amb quadrat 8 en el tercer torn, és a dir, el de la parella de símbols fantasmes X₃, i
- Quadrat 8 queda entrellaçat, a la vegada, amb quadrat 1 en el quart torn, és a dir, el de la parella de símbols fantasmes O₄,

aquests tres quadrats formen un entrellaçament cíclic. En acabar el torn en el qual l'entrellaçament cíclic ha estat creat, el jugador següent en el torn — és a dir, el jugador que no ha creat el cicle — escull una de les dues maneres per "mesurar" el cicle i, per tant, provoca que tots els quadrats entrellaçats "col·lapsin" al que serien jugades en el tres en ratlla clàssic. En l'exemple anterior, com que el jugador 2 ha estat qui ha creat el cicle, li toca al jugador 1 decidir com "mesurar". Les dues opcions que té el jugador 1 són:
1. X1 col·lapsa dins el quadrat 1. Això força que X₃ col·lapsi dins el quadrat 4 i O₄ col·lapsi dins el quadrat 8.
2. X1 col·lapsa dins el quadrat 4. Això força que O₄ col·lapsi dins el quadrat 1 i que X₃ col·lapsi dins el quadrat 8 .

Qualsevol altra seqüència d'entrellaçaments que coexisteixin amb el cicle col·lapsarien també en aquest moment; per exemple, si el quadrat 1 hagués quedat entrellaçat amb el quadrat 5 en el segon torn, és a dir, el de la parella de símbols fantasmes O₂, qualsevol mesura de les dues anteriors hauria forçat a O₂ a col·lapsar dins quadrat 5. Cal tenir en compte que és impossible crear dos o més entrellaçaments cíclics en un torn.
Quan es produeix un "col·lapse" en un quadrat, aquest ha de quedar marcat amb el símbol (en majúscula) del símbol que ha quedat després del col·lapse, és a dir, un símbol propi de tres en ratlla clàssic anomenat símbol clàssic. Un quadrat contenint un símbol clàssic queda inalterat durant el que resta del joc; no es poden col·locar més símbols fantasmes dins d'ell.
El primer jugador en aconseguir un tres en ratlla (en una fila horitzontal, vertical o diagonal) consistint enterament en símbols clàssics és declarat el guanyador. Ja que és possible que al dur a terme una sola mesura es faci col·lapsar tot el tauler donant lloc a més d'un tres en ratlla clàssic pels dos jugadors de manera simultània; les regles declaren que el jugador del tres en ratlla que té el subíndex màxim més baix guanya un punt, i el jugador amb el tres en ratlla que té el subíndex màxim més alt en guanya només mig.